# ロータス・2-イレブン
2-イレブン（2-Eleven）は、イギリスのスポーツカーメーカーであるロータス・カーズが2007年から2011年まで製造していたスポーツカーである。

## 概要
エキシージをベースに開発されたスポーツカーで、2007年のジュネーヴ・モーターショーで発表された。ロータスが代々追求してきた「軽量化による性能向上」という思想に基づき、徹底した軽量化が各部に施されている。当初はサーキット走行専用の「レースバージョン」のみのラインナップだったが、公道走行が可能な「ロードバージョン」も追って追加された。
シャシはエリーゼやエキシージ系のオールアルミニウム製モノコックをベースに、専用に開発されたものを採用。ボディはフロントガラスやサイドドアを持たないオープンカースタイルで、キャビン後方には6点式ロールケージが備わり、幌は省略されている。インテリアにおいても、カーエアコン（ヒーター含む）やカーオーディオといった快適装備は一切装備していない。
エンジンはエキシージSと同型の、トヨタ自動車製2ZZ-GE型 1.8L 直列4気筒エンジンにスーパーチャージャーを組み合わせたユニットが搭載されるが、若干のチューニングが施され出力・トルクともに向上している。サスペンションは前後ダブルウィッシュボーン式で、アイバッハ製コイルスプリングとビルシュタイン製ダンパーの組み合わせ。タイヤは横浜ゴム製の「ADVAN A048」が標準装備で、サイズはフロント195/50R16、リア225/45R17で前後異径となっている。
他、オプションパッケージとして「スポーツパック」が用意され、オーリンズ製の調整式ダンパー、軽量鍛造アルミホイールやパジット製ブレーキパッド、ステンメッシュブレーキホース、ローンチコントロール、アジャスタブルトラクションコントロールシステムが装備される。

## バリエーション
レースバージョン
定員1名。サーキット走行専用車のため、公道での走行は不可能。
ロードバージョン
定員2名。ヘッドライト等の安全装備を追加し、公道での走行を可能としたモデル。車重は75kg増の745kgとなる。2008年にはエリーゼRのエンジンを搭載した自然吸気（NA）仕様が追加された。日本国内での新車販売価格はスーパーチャージャーモデルが850万円、NAモデルが711.2万円（いずれも税込）。